# Liceo classico linguistico Giacomo Leopardi
Il Liceo Giacomo Leopardi è un liceo classico e linguistico di Macerata, situato in Galleria Luzio 6, ai margini del centro storico.

## Storia

### Periodo napoleonico e della restaurazione
L’attuale Liceo classico Giacomo Leopardi di Macerata è l’erede del Liceo napoleonico istituito con il decreto n. 158 dell’8 aprile 1808 del Regno d’Italia insieme ai licei di Fermo e Urbino. Le lezioni iniziarono il 1° novembre nei locali dell’ex convento dei gesuiti, ora sede della Biblioteca comunale biblioteca comunale Mozzi Borgetti, nella odierna piazza Vittorio Veneto. Al liceo furono assegnati i libri e le suppellettili delle congregazioni religiose soppresse, così come alcuni docenti della locale Università pontificia, anch’essa soppressa con il decreto di aprile.
Il percorso offerto dal Liceo durava 3 anni e le materie insegnate erano: logica, filosofia morale, geometria ed algebra, fisica generale e particolare, storia naturale, chimica, botanica, agraria, istituzioni civili sulla base del codice napoleonico, lingue, belle lettere italiane, latine e francesi, storia antica e moderna e disegno tecnico. Era prevista la possibilità di scelta tra le diverse discipline a seconda del corso universitario che lo studente intendeva frequentare. Un reggente, eletto annualmente a turno tra i docenti, dirigeva il liceo. Si ricordano: Paolo Spadoni (1808-09 e 1810-11), Giuseppe Montecchiari (1809-10), Antonio Lenzi (1811-12), Pietro Ghiselli (1812-13), Luigi Giannelli (1813-14) e Giacinto Toblini (1814-15).
Le lezioni terminavano il 31 agosto, il giovedì era giorno di vacanza, secondo una tradizione della scuola francese, ed erano previsti scrutini trimestrali. Tra i docenti si ricordano quelli di disegno: Filippo Spada, Giuseppe Lucatelli e padre Attanasio Favini, tre artisti che hanno lasciato numerose opere di architettura e pittura nel maceratese e non solo.
Nel 1810 la sede passò nell’ex Collegio di S. Paolo dei Barnabiti, attualmente sede del Dipartimento di Giurisprudenza dell’Università di Macerata, in piazza della Libertà, perché al liceo venne annesso il Convitto. Le iscrizioni erano scarse a causa della concorrenza con i numerosi collegi e con le scuole private presenti nel territorio. Tra i diplomati possiamo ricordare Ireneo Aleandri e Salvatore Innocenzi che saranno, tra l’altro, gli artefici, in qualità di architetti, dello Sferisterio di Macerata. Con la fine del Regno d’Italia ed il Congresso di Vienna il liceo napoleonico venne chiuso e l’istruzione liceale tornò agli ordini religiosi, anche se si ha notizia dell’esistenza di un Ginnasio comunale, sottoposto al controllo vescovile, al quale nel 1828 venne annessa la Scuola di Belle Arti.

### Dall’Unità d’Italia al 1945
Il 6 novembre 1860, il Regio Commissario per le Marche Lorenzo Valerio, con il decreto n. 355, istituisce i licei governativi di Fermo Macerata e Senigallia. A Macerata le lezioni ebbero inizio il successivo 22 novembre 1861 nell’ex Collegio di S. Paolo, già sede del liceo napoleonico.
Il collegio dei professori era composto da soli uomini: Carlo Gioda (docente di filosofia e preside), Andrea Riva (latino e greco), Giordano Claudio (fisica), Eugenio Argenti (matematica), Achille Charle (storia e geografia), Giuseppe Verde (filosofia), Luigi Ciardi (italiano) e don Gaetano Fratalocchi (direttore spirituale). Gli alunni, anch'essi tutti maschi, erano in totale 27: 18 in prima e 9 in seconda, poiché in quell’anno non esisteva ancora la terza classe.
Il 31 ottobre 1865 il liceo maceratese sarà intitolato a Giacomo Leopardi e nel novembre del 1874 sarà trasferito nell’ex convento di S. Domenico, completamente trasformato per ospitare il Convitto Provinciale (diventerà Nazionale nel 1894), al quale il liceo era annesso, e qui resterà fino al 1949, escludendo il triennio 1916-18 durante il quale il Convitto fu adibito ad ospedale militare e la scuola trasferita nei palazzi Giorgini e Carradori.
Nel 1885 si ebbe la prima iscrizione femminile: Lucilla Bandana (o Baudana) Vaccolini nata il 17 maggio 1869 e proveniente da Camerino, mentre la prima donna a far parte del collegio dei docenti sarà, nel 1923, Rosa Maria Ferraioli, docente di Storia dell’arte.
Il Ginnasio comunale, già parificato nel 1861 e ancora con un ciclo di studi quinquennale, sarà unito al Liceo nel 1893 e solo con la Riforma Gentile del 1923 i primi tre anni saranno staccati dal liceo per trasformarsi in scuola media.
Gli anni successivi alla riforma vedono, nel 1930, a seguito dei Patti Lateranensi, l'introduzione dell’insegnamento della religione cattolica. Il regime fascista penetrò nella scuola con le sue cerimonie e manifestazioni, introducendo nuove materie, eventi, e libri di testo. Con l'entrata dei partigiani e degli alleati a Macerata il 30 giugno 1944, i locali del liceo furono in parte requisiti e alcune classi si spostarono nella scuola di via Berardi, nei locali dei salesiani e delle Suore Giuseppine con due sole ore di lezione al giorno, nel pomeriggio.

### Dalla Liberazione ad oggi

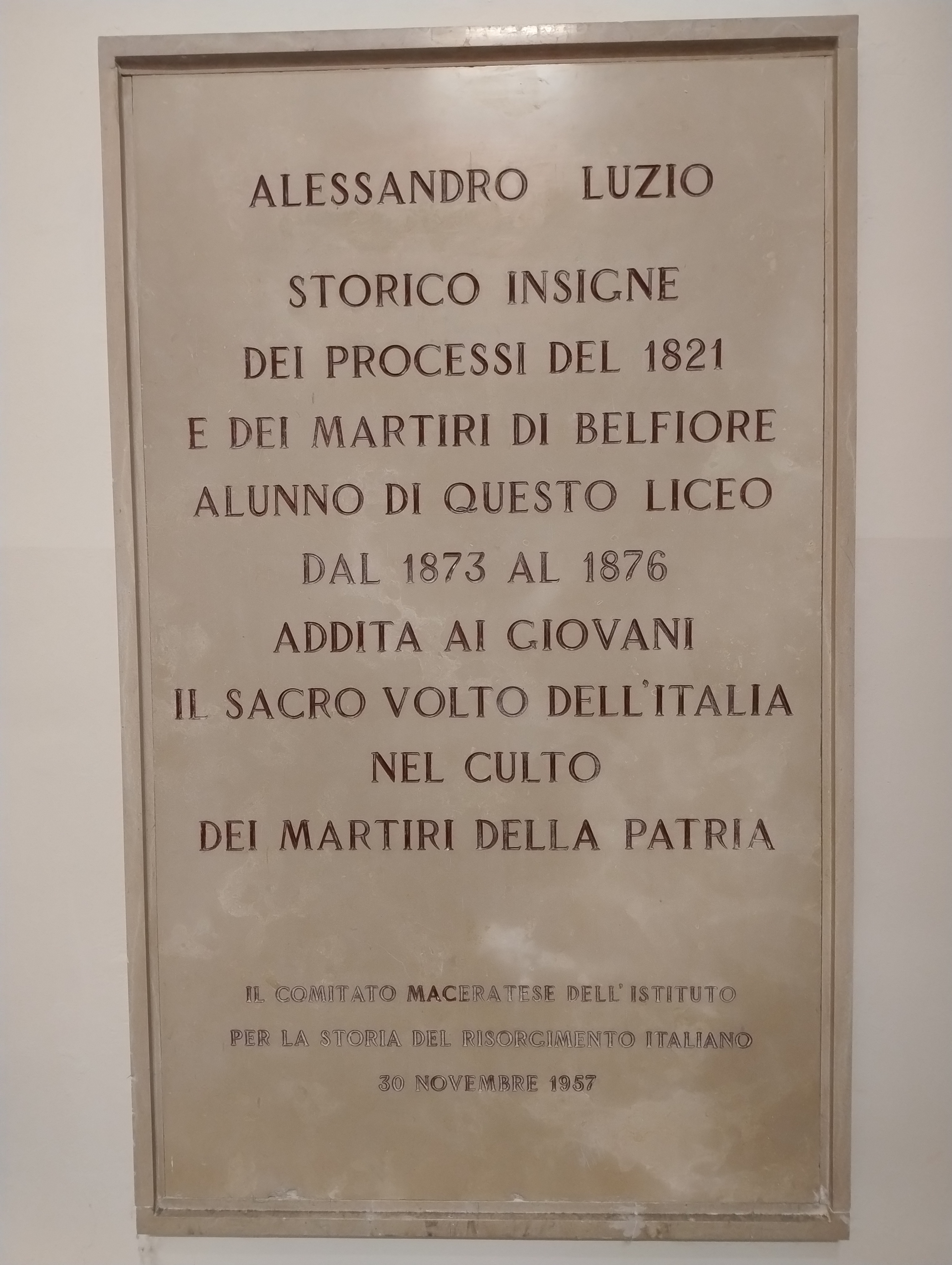
Lapide dedicata ad Alessandro Luzio (1857-1946)

Nel 1949 il liceo si trasferì dal Convitto nazionale all’attuale sede in Galleria Alessandro Luzio, 6. Nel 1951 aprì a Tolentino, dove erano già attive le due classi del ginnasio, una sezione staccata del liceo che diventerà autonoma nel 1953. Nel 1957 il liceo dedicò ad Alessandro Luzio una lapide oggi murata in un pianerottolo del vano scala.
La contestazione studentesca del 1968 coinvolse anche il liceo di Macerata, che venne occupato per pochi giorni nel novembre del 1970. Alcuni studenti parteciparono addirittura all’occupazione dell’Università dal dicembre 1970 al febbraio 1971.
Nel 1970 venne pubblicato l'Annuario del Liceo Ginnasio Statale “G. Leopardi” di Macerata, contenente articoli di critica letteraria a cura dei docenti, una breve cronistoria, e una “raccolta di divagazioni fantastiche o liriche vincolate alle Marche e ad alcune sue figure rappresentative”, ma privo di ogni accenno alla situazione sociale e politica.
Nell’anno scolastico 1989-1990 l’Istituto Magistrale di Cingoli divenne sezione staccata del Liceo e nove anni dopo fu soppresso e sostituito dal Liceo Linguistico, con l’insegnamento di inglese, spagnolo e tedesco, e dal Liceo psico-pedagogico.
Nel 1999 venne chiusa, per mancanza di iscritti, la scuola elementare Castelfidardo, sita al piano terra, quindi il liceo poté usufruire di tutto l’edificio, ma il numero sempre crescente di alunni e alunne rese necessario, a partire dall’anno scolastico 2016-2017, l’uso di una parte dell’Istituto Tecnico Economico sito in via Cioci.

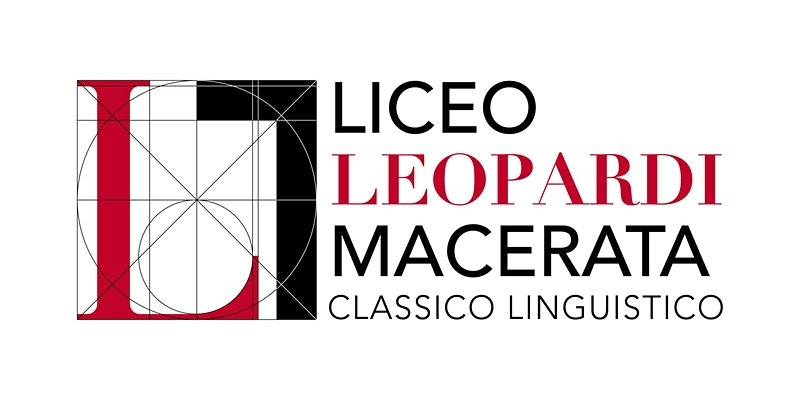
logo del Liceo classico linguistico leopardi di Macerata

Nel 2010, in occasione del cinquecentenario dalla morte di Padre Matteo Ricci, fu aperto anche nella sede centrale di Macerata il Liceo linguistico, con lo studio delle lingue inglese, francese, e cinese. Seguiranno nel 2011 la sezione con inglese, spagnolo e cinese, nel 2013 quella con inglese, francese e tedesco, nel 2018 quella con inglese, spagnolo e francese e nel 2024 quella con inglese, spagnolo e tedesco. È stato anche attivato un corso Esabac, che comprende l'ottenimento di due diplomi (diploma di scuola superiore e Baccalauréat) in seguito al superamento del solo Esame di Stato.
Nel 2015, grazie alla mediazione dell’Istituto Confucio dell’Università di Macerata, fu inaugurata dall’ambasciatore della Repubblica Popolare Cinese in Italia Li Ruiyu una Classe Confucio, che permette alla scuola di accedere a fondi del Ministro dell’Istruzione cinese.

## L’Edificio
Sul luogo dell’attuale edificio sorgeva una chiesa costruita nel 1623 e dedicata al beato Amedeo di Savoia ma detta della Sindone per la presenza sull'altare di una copia di quest'ultima. Accanto a questa fu costruito nel 1686 il Convento dei Signori della Missione.
A seguito dell’Unità d’Italia il complesso divenne proprietà dello Stato e venne ceduto all'amministrazione militare che lo trasformò nella caserma “Castelfidardo” a ricordo della battaglia che aveva decretato l’ingresso delle Marche all'interno Stato italiano.
La caserma sarà completamente ristrutturata e ampliata tra il 1927 e il 1932 con la costruzione di un nuovo corpo di fabbrica sul lato sud dell’antico orto del convento e di una scuderia sul lato ovest su progetto dell’ingegnere comunale Primo Biagini. La Casermetta B, che corrisponde all’attuale edificio scolastico, aveva tre piani con, sul fronte principale, un porticato con sette ampie arcate a tutto sesto. Il 3 aprile 1944, a causa di un bombardamento aereo, il corpo principale della caserma e la scuderia furono gravemente danneggiati mentre il corpo sud non subì danni.
Nel 1945, gli edifici danneggiati furono demoliti e nel 3 aprile 1946 iniziò la costruzione del cosiddetto Palazzo Lanari (dal nome dell’impresa costruttrice) che oggi chiude il cortile del liceo a nord e a ovest. I lavori saranno ultimati nell’estate del 1949. Nel frattempo l’edificio posteriore fu oggetto di lavori di ristrutturazione che comportarono, tra l’altro, la chiusura del portico e la costruzione dei due avancorpi a protezione degli ingressi: nello stesso anno esso venne adibito ad edificio scolastico con il trasferimento, al piano terra, della scuola elementare del centro storico e, ai piani superiori, del liceo classico.
Il numero crescente degli allievi del liceo rese necessaria, nel 1966, la sopraelevazione dell’edificio di un terzo piano per ospitare nuove aule, la biblioteca-aula magna e i laboratori scientifici. Sul lato est del cortile venne nel frattempo costruita l’attuale palestra.

## La Biblioteca
La biblioteca del liceo conserva un prezioso patrimonio di più di 16700 volumi il cui primo nucleo potrebbe risalire al 1808 e costituito dai volumi e dagli arredi appartenuti alle Congregazioni religiose e all’Università pontificia soppresse dal governo napoleonico. Sono infatti presenti circa trecento volumi antichi, editi tra il 1723 e 1814.
La prima notizia sull’attuale biblioteca si trova nella relazione degli ispettori ministeriali Giosuè Carducci e Francesco Rossetti, datata 4 giugno 1876, dove leggiamo che vi erano «364 volumi in tutto, compresi 120 fascicoli della Nuova Antologia». Questa probabilmente era la biblioteca dei docenti perché la biblioteca degli alunni fu istituita più tardi, il 18 maggio 1915, e costituiva «una novità nel panorama scolastico italiano» del tempo.
La sopraelevazione dell'edificio servì anche a ospitare la biblioteca, che negli anni Cinquanta del XX secolo era cresciuta «sia sotto il profilo della quantità che sotto quello della qualità, tanto da poter affermare recentemente che il patrimonio librario del Liceo Classico è, tutt’oggi, di inestimabile valore». Solo recentemente circa 6.000 volumi sono stati catalogati nel Servizio Bibliotecario Nazionale, attraverso il polo catalografico Marche sud.

## Docenti e alunni famosi
Tra i docenti e gli alunni del Liceo, uomini e donne, che si sono distinti nei vari ambiti della vita sociale e culturale ricordiamo:
- Luigi Albertini (Ancona 1871 - Roma 1942) frequenta il liceo dal 1887 al 1889 - giornalista prima a Roma e poi a Milano dove sarà direttore del Corriere della Sera dal 1900 al 1925.[20]
- Rosa Berti Sabbieti (Camerino 1913 - Macerata 2009) docente di lettere - scrittrice e poetessa presente in varie antologie e volumi di storia e della critica della letteratura.
- Luigi Colini Baldeschi (Jesi 1862 - Bologna 1926) docente di storia fino al 1918 - scrittore e cultore di storia marchigiana.
- Gaetano Gigli (Mondavio 1872 -Roma 1954) docente di latino e greco fino al 1911 - latinista, scrittore, poeta e librettista e autore di diversi testi di canzoni.
- Alessandro Luzio (San Severino Marche 1857 - Mantova 1946) alunno del liceo dal 1873 al 1876 - giornalista, archivista e storico del Risorgimento.[21]
- Enrico Mestica (Tolentino 1856 - Macerata 1934) preside del liceo dal 1912 al 1923 - linguista, critico letteraio e storico; il suo Dizionario della lingua italiana edito nel 1936 fu adottato in tutte le scuole italiane fino al secondo dopoguerra.[22]
- Giulio Natali (Corridonia 1875 - Roma 1965) frequenta il liceo nel 1890, storico della letteratura con numerosi saggi sul Settecento e docente presso le università di Genova, Roma e Catania.[23]
- Ivo Pannaggi (Macerata 1901 - 1981) studente nel 1917/18, architetto, designer, pittore, scenografo, grafico e fotoreporter; esponente di rilievo del Futurismo, frequenta in Germania i corsi alla Bauhaus e quindi si trasferisce in Norvegia dedicandosi all’architettura e al design.[24]
- Franca Pilla (Reggio Emilia 1920), moglie del Presidente della Repubblica Azeglio Ciampi (1999-2016) è stata studentessa del liceo nell’anno scolastico 1935-36.
- Antonio Pizzarello (Capodistria 1846 - 1933) docente di fisica e chimica nel 1876  e preside del liceo nel 1911/12, autore di studi sulle proprietà molecolari dei gas e inventore di numerosi apparecchi di fisica.
- Ugo Pizzarello (Macerata 1877 - Firenze 1959) studente - militare; decorato con due medaglie d’argento e una d’oro al valore durante la Grande Guerra dove fu gravemente ferito, fece parte in Francia della Commissione per la conferenza della Pace e nel 1926 fu promosso generale.
- Maria Pucci (Catanzaro, 1919 – Perugia   1996) docente di lettere dal 1944 - politica; iscritta all'Azione Cattolica, nel 1945 aderisce alla Democrazia Cristiana e nel 1946 fu la prima donna eletta nel consiglio comunale di Macerata. Candidata all'Assemblea Costituente, non risulta eletta. Sarà invece eletta deputata alle elezioni politiche del 1948. Si dimette dal Parlamento nel 1950 per dedicarsi alla famiglia.
- Ettore Ricci (Roma 1867 - 1943) docente di scienze dal 1898 al 1925 -  geografo con all’attivo numerose pubblicazioni, direttore della sezione meteorologica del Comando Supremo durante la Grande Guerra e sindaco di Macerata dal 1919 al 1925.
- Giuseppe Tucci (Macerata 1894 - San Polo dei Cavalieri 1984) studente del liceo nel 1907 - orientalista e esploratore in Tibet, India, Afghanistan e Iran; docente di Lingua e letteratura cinese presso l'Università Orientale di Napoli e quindi di Filosofie e religioni dell’Estremo oriente alla sapienza di Roma; fu tra i fondatori nel 1933 del’IsMEO.[25]
- Ghino Valenti (Macerata 1852 - Roma 1921) - economista esperto di agronomia, docente presso le università di Macerata, Roma, Modena, Padova e Siena fondò la facoltà di Agraria a Bologna.[26]

## Curiosità
Il pianoforte tuttora presente e funzionante fu acquistato nel 1934 dalla ditta Mole-Artigianelli di Torini al prezzo di 3500 lire.
Tra il 1989 e il 1990 il regista Luciano Emmer girò il film Basta: adesso tocca a noi nei locali del liceo con la partecipazione in qualità di comparse di alcuni allievi. Il film, seguito ideale di Terza liceo del 1954, fu presentato a Macerata ma non ebbe un grande successo di bottghino a livello nazionale.
Tre docenti di religione del Liceo saranno eletti vescovi: mons. Fernando Cento (Pollenza 1883 - Roma 1973) nominato vescovo di Acireale nel 1922 e successivamente nunzio apostolico in Venezuela, Perù, Belgio, Lussemburgo e Portogallo ed infine cardinale nel 1958; mons. Odo Fusi Pecci (Cingoli 1920 – Senigallia 2016), eletto vescovo di Senigallia nel 1971 e mons. Giancarlo Vecerrica (Tolentino, 1940) eletto vescovo di Fabriano Matelica nel 2002.
Nel 1920 il conte Carlo Buonaccorsi lasciò in eredità al liceo una ricca collezione ornitologica, ampliata nel 1932, attualmente depositata presso il Museo delle scienze dell’Università di Camerino per le difficoltà connesse alla manutenzione e alla conservazione.